# Max Daireaux
Max Daireaux (Maximiliano Emilio Daireaux Molina) (1883-1954) fue un novelista, ensayista y crítico literario franco argentino.

## Datos biográficos
Max Daireaux nació en Buenos Aires el 18 de julio de 1883, hijo del abogado y escritor francés Emilio Daireaux y de doña Amalia Molina Regueira, argentina, de tradicional familia porteña. Habiendo realizado sus estudios en Buenos Aires, en 1902 se trasladó con sus padres y sus hermanas a París, donde completó sus formación graduándose en la Escuela Superior de Minas de París con el título de Ingeniero. Sin embargo desde joven se dedicó de lleno a su vocación literaria publicando en 1906 un primer libro de poemas, Les Penitens Noirs.

## Primera etapa literaria en Francia
Sus inquietudes literarias llevaron a Max, junto a un grupo de jóvenes escritores y artistas (Pierre Parent, Marcel Plantevignes, Reynaldo Hahn) a establecer una estrecha relación social y literaria con Marcel Proust, con quien se trató asiduamente a partir de 1908 en Cabourg, (Caen) donde la familia Daireaux alquilaba una casa de verano en la costa normanda (la «Ville Suzanne»). En realidad se conocieron en París cuando Proust frecuentaba Neuilly, donde residían los Daireaux. En el Grand Hotel Balbec de Caubourg, Proust habría compuesto su obra inicial Los placeres y los días (1896), que luego dedicó a Max con afecto. El epistolario Proust-Daireaux, conteniendo más de veinte piezas (1909-1911), consta en la extensa obra de Philip Kolb. En ese tiempo, Max da a conocer su novela Les premières amours d'un inutile (1910, Calmann-Levy), obra que merece una nota laudatoria de Proust. Poco después publicó Timon et Zozo (1912) y Le plaisir d'aimer (1913).
Durante la Primera Guerra Mundial Daireaux se incorporó a una Compañía Móvil de Ingenieros, y tiempo más tarde fue destinado a la Jefatura de la sección América Latina del Ministerio de Relaciones Exteriores. En 1917 compuso una pieza teatral alegórica, referida a las jóvenes naciones de América Latina con el título Nos soeurs latines, la que se representó exitosamente en el teatro de Trocadero por la Comedie Francaise.
La labor literaria de Daireaux y su reputación creció en la década de 1920, años en los que publicó Timon Le Magnifique (1921), La Toscanera (1923), El Gaucho (1925), L'envers d'un homme de bien (1925), Plaire (1928), La Clota (1928), L'amour en l'Amerique du sud (1929) y Le poète et l'infidele. Un amour impossible (1930). Su obra era de inspiración romántica, con frecuencia referida o ambientada en América del Sur y en formato de novela corta (nouvelle). Sus atributos de personalidad, distinguida presencia y fácil sociabilidad favorecieron su ingreso a los círculos literarios franceses, al PEN Club y a los grupos que frecuentaban los salones y reuniones literarias más tradicionales, de las cuales participaban entre otros los Daudet (Lucien y Leon), Georges Duhamel, Maurice Barrès, Francis de Miomandre, Paul Morand, Jules Supervielle, Valery Larbaud, Anne de Noailles] y algunos latinoamericanos como Alfonso Reyes, Gonzalo Zaldumbide, Teresa de la Parra, Enrique Gómez Carrillo] etc.

## Labor cultural franco-americana
Paulette Patout se refiere así a Max: “Daireaux es un franco-argentino, desciende de una familia francesa instalada en la Argentina. Vive en París con frecuentes viajes a América donde tiene muchos amigos en la alta sociedad porteña [Buenos Aires]. En París, a pesar de sus diez novelas, es más apreciado como crítico de la novela por su A la recherche de Stendhal.
Max Daireaux publicó algunas obras de crítica, la mencionada A la Recherche de Stendhal, un trabajo de análisis literario considerado valioso y Sabater peintre de sorcières, dedicado al examen de la obra del pintor español Daniel Sabater y Salabert (1888-1951).
Permanentemente volcó su interés a la literatura sudamericana integrando el Comité France- Amerique, cultivando múltiples relaciones literarias, con Ventura García Calderón, Gabriela Mistral, (quien en 1938 le dedicó un bello poema titulado Cosas), Teresa de la Parra, Enrique Gómez Carrillo, Alfonso Reyes, Alcides Arguedas y el joven Miguel Ángel Asturias. Tuvo frecuente y constante relación con numerosos escritores argentinos entre ellos Victoria y Silvina Ocampo, con quienes lo unían lazos de parentesco, Ricardo Güiraldes, Oliverio Girondo, Juan Pablo Echagüe, Norah Lange y otros autores. Ello le impulsó a publicar en 1930 Panorama de la littérature hispano-américaine, una de las primeras reseñas de la moderna literatura de América del Sur, obra que alcanzó gran éxito y facilitó en Europa y especialmente en Francia el conocimiento de los nuevos talentos literarios americanos entre ellos Jorge Luis Borges. Previamente había participado activamente en Amerique Latine (1923) y la Revue de l'Amerique Latine con colaboradores como Jean Cassou y Francis de Miomandre, donde se efectuaban críticas y comentarios sobre autores hispanoamericanos y sus obras. En Argentina colaboró con la revista literaria Nosotros, con La Prensa y La Nación.
Publicó también diversos ensayos biográficos como Melgarejo (dedicado al escritor boliviano Alcides Arguedas), en versión francesa y española, un vivaz estudio histórico sobre la Bolivia del siglo XIX y sus conflictos internos, centrada en la figura un dictador caudillesco y violento, Mariano Melgarejo. En 1936 había dado a conocer su muy logrado Villiers de L'Isle Adam (1936) un retrato del escritor y un excelente análisis literario de su obra. En 1945 publica “Cervantès” (ed. Desclée de Brower), una interesante semblanza de Cervantes (el libro se inicia con una colorida descripción de la batalla naval) y una visión general de la obra cervantina.
Esta actividad literaria fue acompañada por una amplia labor como traductor, principalmente de autores sudamericanos, y como crítico literario en los periódicos y revistas literarias antes citados. «Max fue realmente muy prolífico» según Sylvia Molloy, quien llamó a  Panorama... la primera historia de la literatura hispanoamericana escrita por un francés (en este caso medio francés, medio argentino), «Max Daireaux fue un traductor importante y ayudó mucho a la difusión de las letras hispanoamericanas en Francia». En su bibliografía, Molloy cita textos de Joaquín V. González, José Martí, Lugones, Alfonsina Storni, Gómez Carrillo y López Albújar que Daireaux tradujo para la Revue de Amerique Latine. Fue traductor también del puertorriqueño Eugenio María de Hostos y de Ventura García Calderón, peruano nacido en París, diplomático, hijo de un Presidente del Perú.
Cabe acotar que además de su correspondencia con Proust, Daireaux mantuvo importantes intercambios con Alfonso Reyes y Marguerite Yourcenar.

## El Premio de la Latinidad. Última etapa
La Academia Francesa premió su obra Le plaisir d'aimer y en reconocimiento a su proficua labor literaria recibió en 1931 el Premio de la Latinidad, un muy importante galardón otorgado por la Unión Latina con sede en París.
Aparte de su valor e interés intrínseco, la obra de Daireaux debe ser muy especialmente ponderada por su constante y fructífero esfuerzo por establecer y reafirmar puentes y puntos de encuentro entre la cultura y la literatura francesa y la naciente literatura latinoamericana. En sus últimos años de producción literaria dio a conocer J'entrerai dans ton coeur (1941) y Babylas (1952).
A través del tiempo continuó sus contactos y visitas periódicas a su familia arraigada en la Argentina (allí residían sus hermanos Carlos y Jacques Daireaux Molina) y mantuvo hasta su muerte la propiedad de una fracción de campo, en el hoy Partido de Daireaux, provincia de Buenos Aires. 
Max Daireaux murió en París el 29 de julio de 1954, y sus restos fueron inhumados en el cementerio de Passy. Lo sobrevivió su viuda Gabrielle Ramelot.